# Saulzet-le-Froid

Saulzet-le-Froid este o comună în departamentul Puy-de-Dôme, Franța. În 1 ianuarie 2022 avea o populație de 287 de locuitori.